# Symphurus nigrescens
Symphurus nigrescens är en fiskart som beskrevs av Rafinesque, 1810. Symphurus nigrescens ingår i släktet Symphurus och familjen Cynoglossidae. Inga underarter finns listade i Catalogue of Life.